# Kreis Kiskunhalas
Der Kreis Kiskunhalas (ungarisch Kiskunhalasi járás) ist ein Kreis im Südosten des Komitats Bács-Kiskun. Er entstand Anfang 2013 nach Auflösung des gleichnamigen Kleingebiets (ungarisch Kiskunhalasi kistérség) mit neun Ortschaften. Er grenzt mit zwei Ortschaften (Tompa und Kelebia) im Süden an Serbien sowie im Osten an das Komitat Csongrád-Csanád. Der Verwaltungssitz des Kreises befindet sich in der Stadt Kiskunhalas. Die Gemeinde Zsana ist sehr dünn besiedelt.

## Gemeindeübersicht
| Ortschaft         | Status   | Herkunft Kleingebiet | Einwohnerzahl | Einwohnerzahl | Einwohnerzahl | Fläche     | Bevölkerungs- dichte (Ew./km²) |
| Ortschaft         | Status   | Herkunft Kleingebiet | 01.10.2011    | 01.01.2013    | 01.01.2016    | 01.01.2016 | Bevölkerungs- dichte (Ew./km²) |
| ----------------- | -------- | -------------------- | ------------- | ------------- | ------------- | ---------- | ------------------------------ |
| Balotaszállás     | Gemeinde | Kiskunhalas          | 1.473         | 1.492         | 1.492         | 104,94     | 14,2                           |
| Harkakötöny       | Gemeinde | Kiskunhalas          | 887           | 862           | 852           | 52,70      | 16,2                           |
| Kelebia           | Gemeinde | Kiskunhalas          | 2.583         | 2.600         | 2.469         | 66,70      | 37,0                           |
| Kiskunhalas       | Stadt    | Kiskunhalas          | 28.285        | 28.101        | 27.470        | 227,58     | 120,7                          |
| Kisszállás        | Gemeinde | Kiskunhalas          | 2.480         | 2.429         | 2.381         | 92,05      | 25,9                           |
| Kunfehértó        | Gemeinde | Kiskunhalas          | 2.156         | 2.121         | 2.054         | 78,37      | 26,2                           |
| Pirtó             | Gemeinde | Kiskunhalas          | 946           | 930           | 939           | 34,50      | 27,2                           |
| Tompa             | Stadt    | Kiskunhalas          | 4.267         | 4.423         | 4.413         | 81,57      | 54,1                           |
| Zsana             | Gemeinde | Kiskunhalas          | 772           | 777           | 742           | 87,94      | 8,4                            |
| Kreis Kiskunhalas |          |                      | 43.849        | 43.735        | 42.812        | 826,35     | 51,8                           |